# Rivière à l'Épaule
Pour les articles homonymes, voir Épaule (homonymie).
La rivière à l'Épaule est un affluent de la rivière Jacques-Cartier, coulant dans la région administrative de la Capitale-Nationale, dans la province de Québec, Canada. Le cours de la rivière traverse le territoire non organisé du Lac-Jacques-Cartier dans la municipalité régionale de comté (MRC) La Côte-de-Beaupré, ainsi que la municipalité de cantons unis de Stoneham-et-Tewkesbury, située dans la MRC La Jacques-Cartier.
Le parcours de la rivière coule entièrement dans le parc national de la Jacques-Cartier (à la limite est du parc) qui est affilié à la Société des établissements de plein air du Québec (Sépaq).
La vallée de la rivière à l'Épaule est surtout desservie du côté est par la route 175 qui relie les villes de Québec et de Saguenay. Quelques routes secondaires desservent cette zone pour les besoins de la foresterie et des activités récréotouristiques.
La foresterie est la principale activité économique du secteur ; les activités récréo-touristiques, en second.
La surface de la rivière à l'Épaule (sauf les zones de rapides) est généralement gelée de début décembre à fin mars ; la circulation sécuritaire sur la glace se fait généralement de fin décembre à début mars.

## Géographie
La rivière à l'Épaule tire sa source du Petit lac à l'Épaule (longueur : 1,3 km ; largeur : 0,4 km ; altitude : 772 m), situé dans le territoire non organisé du Lac-Jacques-Cartier, dans la réserve faunique des Laurentides (à la limite est du parc national de la Jacques-Cartier), dans la MRC de La Côte-de-Beaupré. Ce lac comporte une zone de marais sur sa rive nord. La route 175 passe sur la rive est de ce lac. Les monts Roger-Gosselin et Gar-Porter sont situés du côté Est de ce petit lac de tête.
La rivière à l'Épaule draine un bassin versant de 87 km2.
À partir du barrage à l'embouchure du Petit lac à l'Épaule, le cours de la rivière à l'Épaule descend sur 18,0 km vers le sud-ouest généralement en ligne droite jusqu'à la rivière Jacques-Cartier avec une dénivellation de 552 m selon les segments suivants : 8,0 km vers le sud-ouest, notamment en traversant sur 2,9 km le Lac à l'Épaule (altitude : 651 m sur sa pleine longueur ; puis 17,0 km vers le sud-ouest dans une vallée encaissée jusqu'à son embouchure.
La rivière à l'Épaule se déverse sur la rive est de la rivière Jacques-Cartier, au pied de la montagne de l'Épaule. À partir de cette confluence, le courant descend la rivière Jacques-Cartier sur 41,9 km généralement vers le sud jusqu'à la rive nord-est du fleuve Saint-Laurent.

## Toponymie
L'origine de ce toponyme est très ancienne. Sa signification reste incertaine, néanmoins l'hypothèse principale considérée décrit que l'épaule (épaulement) pouvait désigner ici un replat à pente assez douce servant au raccord de deux vallées dont le niveau diffère. Le phénomène est fréquent dans les régions qui ont connu des glaciations.
Un rapport daté de 1829 et signé par l'arpenteur John Adams mentionne la rivière L'Épaule et la montagne de l'Épaule, alors que William Ware décrit les environs du lac Épaule en 1835. Cette zone fut fréquentée dès le XVIIe siècle par les Jésuites qui se rendaient, par un sentier tracé par les Innus, au lac Saint-Jean. Le plan du chef wendat (huron) Nicholas Vincent, dressé vers 1829, identifie la rivière sous son appellation wendate Hüaonjacaronté.
Ce secteur, à la périphérie des établissements de colons, a connu quelques tentatives de défrichement, car des abattis y ont été repérés en 1867. Le gouvernement y fait alors construire un abri relais pour les voyageurs du Lac-Saint-Jean. Plus tard, une route jusqu'au lac Jacques-Cartier. À partir de 1907, les pêcheurs sportifs ont été à leur tour desservis par des installations d'hébergement, auxquelles s'est ajouté plus tard le camp Devlin. Le lac à l'Épaule a accueilli, à l'été 1943, sir Winston Churchill et Franklin Delano Roosevelt, réunis à Québec pour une conférence des Alliés. Un pavillon plus important, érigé par une entreprise forestière en 1946, est devenu par la suite un lieu de rencontre réservé aux instances gouvernementales. Un événement marquant de l'histoire contemporaine s'y est déroulé en septembre 1962 et a rendu célèbre l'expression faire, tenir un lac-à-l'épaule. Un conseil spécial des ministres du gouvernement québécois s'y est tenu, en effet, pour décider le déclenchement d'une élection référendaire sur le thème « Confier à Hydro-Québec le mandat d'unifier et d'intégrer les ressources hydroélectriques québécoises ».
Le toponyme "rivière à l'Épaule" a été officialisé le 5 décembre 1968 à la Banque des noms de lieux de la Commission de toponymie du Québec.